# Reklamni zapis
Reklamni zapis (engl. copy) odnosi se na pisani materijal koji pokriva široki spektar oblika, poput časopisa, reklama i knjiga.
U reklamiranju, marketingu i sličnim poljima, reklamni zapis se odnosi na proizvod reklamopisca koji se unajmljuju za pisanje materijala koji podstiče potrošača da kupi proizvod ili uslugu.
U izdavaštvu se termin reklamni zapis koristi za označavanje teksta u knjigama, časopisima i novinama. U knjigama se odnosi na materijal koji je napisao autor, a koji onda urednik sprema za štampu.
U novinama i časopisima se koristi termin body copy za glavni članak ili tekst za koji su odgovorni pisci. Suprotno od ovoga je display copy koji se odnosi na [naslove].